# Mission de Hollande
La Mission de Hollande (en néerlandais Hollandse Zending) est une juridiction catholique qui remplace, de 1592 à 1853, l'ancienne province ecclésiastique d'Utrecht, aux Pays-Bas.

## Histoire
L'Église catholique dans les Provinces-Unies est profondément désorganisée par la Réforme, au point que Rome dissout les évêchés. Comme il reste cependant d'importantes communautés catholiques, Clément VIII déclare en 1592 les territoires situés au nord de la Waal « terre de mission », et les place sous l'autorité du vicaire apostolique de la Mission de Hollande (les provinces méridionales, restées entièrement catholiques, sont placées quant à elles sous la juridiction de l'archevêque de Malines). 
À la fin du XVIIe siècle, les vicaires apostoliques Petrus Codde et Johannes van Neercassel sont soupçonnés de jansénisme par les jésuites, querelle qui aboutit en 1723 au schisme avec Rome des catholiques d'Utrecht et à la création de l'Église vieille-catholique d'Utrecht. Cette querelle interne est utilisée en 1725 par les états généraux des Provinces-Unies, qui décident d'expulser les vicaires apostoliques du pays. Le provicariat apostolique de la Mission est alors exercé par le nonce de Flandres, basé à Bruxelles. 
À partir de 1795, la République batave rétablit la liberté de religion, et les provicaires peuvent de nouveau être basés aux Pays-Bas, d'abord à Amsterdam, ensuite à La Haye.
En 1853, Pie IX met fin à la mission de Hollande après le rétablissement de la hiérarchie épiscopale aux Pays-Bas.